# Михайлов, Вячеслав Евгеньевич
Вячесла́в Евге́ньевич Миха́йлов (род. 7 сентября 1981) — российский легкоатлет, специалист по бегу на короткие дистанции. Выступал на профессиональном уровне в 2002—2011 годах, серебряный и бронзовый призёр чемпионатов России в эстафете 4 × 100 метров, многократный призёр стартов всероссийского значения. Представлял Омскую область.

## Биография
Вячеслав Михайлов родился 7 сентября 1981 года. Занимался лёгкой атлетикой в Омской области.
Впервые заявил о себе на крупных всероссийских турнирах в сезоне 2002 года, участвовал в международном старте «Русская зима», в зимнем чемпионате России в Волгограде, бежал 400 метров на Кубке России и на Мемориале братьев Знаменских в Туле.
В 2004 году на зимнем чемпионате России в Москве с командой Омской области выиграл серебряную медаль в эстафете 4 × 200 метров. В беге на 200 метров стал серебряным призёром на Мемориале Владимира Куца в Москве, установив при этом личный рекорд — 21,17. Позднее на Мемориале Знаменских в Казани установил личный рекорд в беге на 400 метров — 47,05. На летнем чемпионате России в Туле получил серебро в эстафете 4 × 100 метров.
В 2005 году в 200-метровой дисциплине стартовал на зимнем чемпионате России в Волгограде и на летнем чемпионате России в Туле.
В 2006 году бежал 400 метров на зимнем чемпионате России в Москве, 200 метров на летнем чемпионате России в Туле.
На чемпионате России 2007 года в Туле взял бронзу в эстафете 4 × 100 метров.
В 2008 году выиграл бронзовую медаль в беге на 200 метров на Мемориале Косанова в Алма-Ате. На чемпионате России в Казани завоевал серебряную награду в программе эстафеты 4 × 100 метров.
В 2009 году на чемпионате России в Чебоксарах вновь получил серебро в эстафете 4 × 100 метров.
В 2010 году отметился выступлением на зимнем чемпионате России в Москве и на летнем чемпионате России в Саранске.
На чемпионате России 2011 года в Чебоксарах снова завоевал серебряную награду в эстафете 4 × 100 метров и по окончании сезона завершил спортивную карьеру.